# Daniel Wansi
Daniel Wansi (Yaoundé, Camerún; 22 de febrero de 1982-Yaoundé, Camerún; 1 de agosto de 2024) fue un futbolista camerunés que jugó en la posición de delantero centro.

## Carrera

### Club
| Periodo   | Club                   |
| --------- | ---------------------- |
| 2000-2001 | Cintra Yaoundé         |
| 2001-2003 | ES Sahel               |
| 2003      | NK Inter Zaprešić      |
| 2004      | Al-Nasr SC             |
| 2004–2005 | Dynamo Dresden         |
| 2006      | Shenzhen Kingway       |
| 2006–2008 | RAEC Mons              |
| 2008–2009 | FK Budućnost Podgorica |
| 2009–2010 | Cintra Yaoundé         |
| 2011      | El Gouna FC            |

### Selección nacional
Ganó la medalla de oro en los Juegos Panafricanos de 2003 con Camerún U23.

## Logros

### Selección nacional
- Juegos Panafricanos (1): 2003

### Individual
- Mejor jugador joven de Camerún en 2001.[3]